# Kozie Grzbiety
Kozie Grzbiety (słow. Kozie chrbty) – pasmo górskie w Centralnych Karpatach Zachodnich, na Słowacji. Ciągnie się w kierunku ze wschodu na zachód, od miejscowości Jánovce koło Popradu aż po Królową Ligotę (słow. Kráľova Lehota) u zbiegu Białego i Czarnego Wagu. Pierwotnie zaliczane były do Niżnych Tatr, obecnie geografowie słowaccy wydzielają je w osobną jednostkę geomorfologiczną.
Północne stoki Kozich Grzbietów opadają ku Kotlinom: Liptowskiej i Popradzkiej. Granicę południową wyznacza w części zachodniej głęboka dolina Czarnego Wagu, zaś w części wschodniej – Rów Vikartowski (słow. Vikartovská brázda lub Vikartovská priekopa), którym w kierunku wschodnim spływa w swym górnym biegu rzeka Hornad. Pasmo dzieli się na dwie części: zachodnią, zwaną Ważeckim Grzbietem (słow. Važecký chrbát) i wschodnią, zwaną Dúbrava. Najwyższy szczyt to Kozí kameň (1255 m n.p.m., przez miejscowych zwany również Patria) w pasmie Dúbravy, dominujący nad doliną Wielkiej Łopusznej (słow. Veľká Lopušná) na południowy zachód od miasta Svit.
Interesującą częścią Kozich Grzbietów jest Kras Ważecki (słow. Važecký kras) – obszar krasowy o powierzchni ok. 30 km², rozciągający się na południe od miejscowości Važec.